# AFB320
 (août 2014).
La norme AFB320, ou CFONB320, est une norme française, définie par le Comité français d'organisation et de normalisation bancaires et répondant aux besoins de l’Association française des banques (AFB), en matière de virement étranger.
L'arrivée du SEPA devrait, à terme, diminuer l'usage de cette norme nationale.
De nombreux programmes bancaires ou progiciels d'entreprise (progiciels de gestion intégrés, logiciels de gestion de trésorerie et de communication, FRP…) s'appuient sur cette norme pour leurs paiements internationaux, transmis électroniquement.
La norme AFB320 concerne principalement les paiements internationaux, mais aussi beaucoup plus rarement les virements domestiques. Avec la concurrence du virement SEPA, l'AFB320 peut rester utilisé pour certains virements domestiques avec instructions particulières ou formats de comptes locaux ou les virements européens en devises (Virement SEPA forcément en Euro), mais il sera utilisé principalement pour les virements non européens (au sens SEPA) et/ou hors devise Euro. 
Les virements domestiques avaient pour norme en France l'AFB160 (ou CFONB160) principalement. Aujourd'hui les virements "domestiques" en Euro, concernant la France, mais étendus à l'ensemble de la zone SEPA, peuvent être envoyés au format SEPA qui vient concurrencer l'AFB160, sur le territoire français.